# 幸福惡夢
《幸福惡夢》（日語：ハピメア）是Purple software于2013年2月28日发行的十八禁恋爱冒险游戏。2014年2月28日推出Fan disc《幸福惡夢  Fragmentation Dream》。2015年7月24日推出本體與Fan disc的合輯版《幸福惡夢 DOUBLEPACKAGE》。2023年5月26日推出加上新劇情、繪畫全HD化的本體與Fan disc合輯版《幸福惡夢 REGRET END》。

## 游戏简介
作品宣传中称这是一则“关于甜蜜幸福的惡夢的故事”，系科幻题材作品。五位女主角的原型，取自《爱丽丝梦游仙境》中的角色等与梦有关的角色。《TECH GIAN》2013年12月號宣佈製作。該作發生於幸福惡夢故事結束之後，新女主角鳥海有子於該作登場。

## 故事
内藤透困扰于自己的清醒梦，从而每天都过着睡眠不足的疲惫生活。在一天夜里的噩梦中，他和本不应该相见的舞亚以及前来阻止她行为的有栖相遇。以此为契机，他开始了现实世界和梦境互相纠结的生活......

## 登场人物

### 主要角色
内藤透
本作主人公。翠京学園2年。爱多管闲事，却隐藏自己的事情。离开自己的家庭，一个人住在公寓里，却不怎么做烹饪等家务事。带着平光眼镜打扮自己。在学校为科学社团成员。社团活动很悠闲，他也就悠哉地参与其中，现在正在帮助弥生等三年级学生完成毕业设计。
多年以前就烦恼于自己做清醒梦的事情，每天都过着睡眠不足的生活。但除了蓮乃咲和弥生，他都努力对周围的人瞒着这件事情。实在疲惫的时候，就依靠弥生给他的安眠药实现没有梦的睡眠。最近他在梦中，和本不可能在现实中相遇的舞亚、以及前来阻止惡夢的有栖相遇了。
鳥海有（声：北見六花）
只在梦中出现的少女。性格直爽，喜欢争强好胜。连自己也不知道自己是什么人，醒来的时候会失去相关记忆。人物原型如同角色的名字，为《爱丽丝梦游仙境》中的爱丽丝。
蓮乃咲（声：青山由香里）
翠京付属三年生。蓮乃綜合警備保障社長的千金，透的青梅竹馬並稱他為哥哥，對透毫無防備有一點小惡魔性格不過很容易吃醋。人物原型为魅魔。
少數理解透清醒夢煩惱的原因的人，過去並不是稱呼透為哥哥而是叫他的名字，在透剛逢失去舞亞不斷在夢中逃避現實時因害怕透會像舞亞一樣消失自願要當他的妹妹來代替舞亞，但這樣不上不下的關係對本來就對透有好感的咲也成為他被誘惑進夢裡的原因。
弥生·B·勒特威奇（声：風音）
学校三年级，科学社的社长。英国混血，金发碧眼，身材一流。虽身为归国子女，却已在日本生活很长的时间，所以很习惯日本文化，喜欢日式饭菜。有双语能力，不时做一些翻译的打工。人物原型为《爱丽丝梦游仙境》中的三月兔和兔女郎。
由於是混血的關係因外觀與其他人不同從小就常被別人以異樣的眼光看待，對於同樣是混血卻與自己不同能夠融入班級的朝日感到些許的忌妒。
平坂景子（声：青葉林檎）
翠京付属三年生，蓮乃咲的同班同学。對自己和他人的事情毫不關心時常面無表情。学園理事長的姪女，出身名門的大小姐。成績為學園頂尖，此外因為有在進行新娘修行，所以也擅長料理。各方面與弥生相反因此常常和他水火不容，非常喜歡甜食，喝咖啡時喜歡加入非常多的砂糖與牛奶。愛好音樂，會在車站前的路上彈奏吉他但並沒有特別期待有人聽他的演奏。人物原型为《彼得潘》中的小仙子（Tinker bell）。
内藤舞亚（声：遠野そよぎ）
只在梦中出现的少女。按照自我的一套嘲笑人愚蠢，却不能掌握自己的真心。一边说着“只是把你想看的梦境展现给你”，一边把主人公和女主角们关在梦的世界里。人物原型为《爱丽丝梦游仙境》中的柴郡猫。
造成透最差勁也是最愛的心靈創傷的原因，也是透再也無法在夢境以外的地方見到的人。真實身分是透真正的妹妹，過去和透兩人一起在深夜中進入森林裡後便從此失蹤僅剩透一人離開森林。
鳥海有子（聲：北見六花）
從年幼時就不斷反覆著住院、退院生活的少女。因為某個契機而康復出院，並回到學校復學，受到透與各式各樣的照顧。因為長期生病的緣故所以沒什麼體力。

### 其他角色
根津哲也（声：小池竹蔵）
学校二年级，是内藤透的同班同学。和朝日两个人总是在一起冒着傻气地卿卿我我。性格和善对他人一视同仁，可一旦提起和女孩子相关的俏皮话就会遭到朝日的刑罚。爱好是自行车，打工所得都用来购买自行车配件，休息日的时候会进行自行车远足。
朝日·D·勒特威奇（声：川島梨乃）
学校二年级，和内藤透同级。弥生的妹妹，姊妹兩人的關係非常良好，根津哲也的女友。对和哲也之间傻夫傻妻一样的言行感到既羞涩又欣喜。擅长烹饪等家务事，常为哲也和姐姐弥生准备午休便当，在学校是料理研究社团的成员。
實際上是彌生的表妹，父親是彌生母親的哥哥，這件事情只有朝日本人不知道。
高原深蓝(?)（声：平野響子）
蓮乃綜合警備保障部部長、咲的保镖。对咲过度保护，偶尔以“整理”的名义去内藤透的公寓观察他的生活状态。因为和自己的名字不相符而不待见他。
平坂义康（声：静陵聖）
景子的父亲。在同事眼里，他和景子的亲子关系并不好。

## 工作团队

### 幸福惡夢
- 原画：
- 策划、原案、劇本：
- 音乐：
- 监督：
- 影像设计：（MUGICHA/Tas.K）

### 幸福惡夢  Fragmentation Dream
- 原画：
- 劇本：
- 音乐：
- 监督：
- 影像设计：（MUGICHA/Tas.K）

## 主題曲

### 幸福惡夢
片頭曲「夢の無限回廊」
歌 - 橋本みゆき / 作詞 - 石川泰 / 作曲 - 斎藤悠弥 / 編曲 - 斎藤悠弥、宝野聡史
片尾曲「愛奴の小径」
歌：浅葉リオ / 作詞 - 石川泰 / 作曲 - 斎藤悠弥、櫻衣はる / 編曲 - 斎藤悠弥

### 幸福惡夢  Fragmentation Dream
片頭曲「幻想楼閣」
歌 - 橋本みゆき / 作詞 - 石川泰 / 作曲・編曲 - 田中俊裕
片尾曲1「永続的恋愛理論」
歌 - 浅葉リオ / 作詞 - 石川泰 / 作曲・編曲 - 斎藤悠弥
片尾曲2「後ろ髪の証跡」
歌 - 美月琴音 / 作詞 - 石川泰 / 作曲・編曲 - 田辺トシノ

### 角色歌
「白と黒の螺旋」
歌 - 鳥海有（北見六花） / 作詞・作曲 - さかもとるり / 編曲 - AZ-MIX
「うつせみ」
歌 - 蓮乃咲（青山ゆかり） / 作詞・作曲 - さかもとるり / 編曲 - AZ-MIX
「狂喜乱舞」
歌 - 弥生・B・ルートウィッジ（風音） / 作詞・作曲 - さかもとるり / 編曲 - AZ-MIX
「Dream」
歌 - 平坂景子（青葉りんご） / 作詞・作編曲 - 仁堂敦（Jumble Records）
「チェシャ猫Myu」
歌 - 内藤舞亜（遠野そよぎ） / 作詞・作曲 - さかもとるり / 編曲 - AZ-MIX
「黄昏列車」
歌 - オールスター / 作詞・作曲 - さかもとるり / 編曲 - AZ-MIX

## 評價
《幸福惡夢 Fragmentation Dream》獲得「萌系遊戲大賞2014」主題曲賞的金獎。